# Rejon chersoński
Rejon chersoński (ukr. Херсонський район) – rejon na Ukrainie, w obwodzie chersońskim, z siedzibą w Chersoniu. Jego powierzchnia wynosi 3841,9 km², zaś liczba ludności wynosi 450,2 tys. osób.
Na terenie rejonu znajduje się 10 hromad:
- Biłozerka(inne języki)
- Wełyki Kopani(inne języki)
- Wynohradowe(inne języki)
- Darjiwka(inne języki)
- Muzykiwka(inne języki)
- Oleszki(inne języki)
- Stanisław(inne języki)
- Chersoń(inne języki)
- Czornobajiwka(inne języki)
- Juwiłejne(inne języki)

Rejon został utworzony 19 lipca 2020 roku decyzją Rady Najwyższej z 17 lipca 2020 roku o przeprowadzeniu reformy administracyjno-terytorialnej Ukrainy. W jego skład weszły dotychczasowe rejony:
- rejon oleszkowski
- rejon biłozerski
- Chersoń (dotychczas miasto wydzielone)